# Rafael Vara Cuervo
Rafael Vara Cuervo (Madrid, 1936 - Colmenar Viejo, 17 de juliol de 1989) va ser un caricaturista i director de cinema de animació espanyol, conegut sobretot per dirigir les primeres adaptacions cinematogràfiques de Mortadel·lo i Filemó basades en els còmics de Francisco Ibáñez.
Va dirigir els curtmetratges de Mortadel·lo i Filemó, realitzats entre 1966 i 1971.

## Biografia
Rafael Vara Cuervo, fill d’Amable Vara y de Rueda i de Carmen Cuervo de Vara, va néixer l'any 1936 en Madrid. Es va casar amb Rosa María Carrascal Lodos al juny de 1964, amb qui va tenir dos fills: Rosa María i Rafael Vara Carrascal.
Va començar la seva carrera artística com a caricaturista en revistes com ara Teresa, Dígame i Bazar.
En 1959 va decidir fundar els Estudios Vara dedicant-se a la realització de documentals i pel·lícules publicitàries, tant animades como a imatge real, fins que en 1965 va contractar a Amaro Carretero per a fer treballs d'animació, i est li va suggerir realitzar un curtmetratge basat en els personatges de Francisco Ibáñez, Vara va acceptar i va arribar a un acord amb la Editorial Bruguera, qui posseïa els drets de l'obra per a obtenir l'exclusiva, després d'això, Carretero va realitzar un curt titulat Mortadel·lo i Filemó, agència d'informació (nom que tenia la historieta en aquell moment). El curt aconseguiria el premi Platero de Plata al Festival de Cinema de Gijón, que faria que es presentés a l'any següent un altre curt en el mateix festival anomenat Carioco y su invención que s'alçaria també amb el premi. Després de l'èxit dels dos curtmetratges, Rafael Vara va crear, en aquest mateix any, l'empresa Dacor que s'encarregaria de la realització dels curtmetratges fins a 1970, un d'ells Un marciano de rondón tornaria a alçar-se amb el premi. Es va realitzar, per temes econòmics, una unió de tots amb l'objectiu de ser presentats a la televisió, però aquesta exigia un nombre d'episodis que els estudis, amb els mitjans limitats de què disposaven, no eren capaços d'aconseguir, per la qual cosa es va decidir unir els curts en tres llargmetratges: Primer festival Mortadel·lo i Filemó (1969), Segon festival Mortadel·lo i Filemó (1970) i El armario del tiempo (1971). Els projectes van tenir bastant èxit entre el públic infantil, arribant fins i tot a realitzar-se un llibre amb fotogrames de la pel·lícula i un altre inspirat en el guió d'aquesta, a més de ser estrenat en altres països, com a Mèxic en 1982. Malgrat això, no va ser bé vista per l'autor de la historieta, igual que alguns assagistes com ara Miguel Fernández Soto o José María Candel Crespo, que critiquen el guió i la neciesa de la seva animació. També va realitzar un comercial per a la marca Mirinda amb els personatges com a protagonistes en 1974.
Després d'aquest treball es va retirar, i no es va saber res sobre ell fins a la seva mort, esdevinguda el 17 de juliol de 1989.

## Filmografia
- Primer festival Mortadel·lo i Filemó - 1969
- Segon festival Mortadel·lo i Filemó 1970
- El armario del tiempo - 1971